# 干城乡
干城乡，是中华人民共和国甘肃省武威市古浪县下辖的一个乡镇级行政单位。

## 行政区划
干城乡下辖以下地区：
干城村、中河村、下石圈村、青土坡村、东大滩村、西岔村、上夹沟村、下夹沟村、大鱼村、金鱼村、大旱川村、小旱川村、永丰台村、芦草水村、石碑湾村和砚洼座村。